# Cloniophorus sulcatulus
Cloniophorus sulcatulus är en skalbaggsart. Cloniophorus sulcatulus ingår i släktet Cloniophorus och familjen långhorningar.

## Underarter
Arten delas in i följande underarter:
- C. s. sulcatulus
- C. s. igniferus
- C. s. schubotzi